# Лучшие компьютерные игры
«Лу́чшие компью́терные и́гры» (сокращенно «ЛКИ») — российский ежемесячный журнал, посвящённый компьютерным играм. Выходил как книжная серия с 1998 по 2002 и как журнал, с 2002 по 2011 год.

## История
Журнал был основан в издательстве «Техномир» известным ролевиком, журналистом и сценаристом Андреем Ленским (псевдоним Ричард Псмит), который и стал его главным редактором. Изначально в 1998-2002 гг. он выпускался как специальное приложение к журналу «Игромания», в виде книг в твёрдой обложке, выходил нерегулярно (не более трёх книг в год). Таким образом вышло 13 томов. В первых выпусках печатались исключительно руководства и прохождения к играм. Начиная с января 2003 года проект существовал как самостоятельное издание в формaте глянцевого журнaлa и стaл выходить ежемесячно, при этом отсчёт выпусков нaчaлся не зaново, a продолжил нумерaцию книжной серии (то есть №1 за 2003 год стaл считaться 14-м выпуском в общем, № 2 15-м и т.д.). Всего за всю историю журнaлa вышло 122 номерa (109 из них в формaте журнaлa).
После смерти Ленского в 2010 году журнал начал испытывать организационные и финансовые проблемы. Без своего основателя «ЛКИ» просуществовал ещё почти два года. В декабре 2011 года издательство «ТехноМир» объявило о заморозке ЛКИ на неопределённый срок. Редколлегия вернулась в штат «Игромании». По словам директора издательства, и последнего главного редактора журнала, Дениса Давыдова, журнал может быть возрождён в случае более благоприятных финансовых обстоятельств.

## Содержание
ЛКИ позиционировался как научно-популярный журнал о компьютерных играх. В журнале печатались аналитические статьи об играх, а также познавательные материалы по околоигровым темам вроде «оружие в играх», «исторические сюжеты в играх» и тому подобных. Наиболее освещаемыми были такие темы, как судьбы и будущее игровой индустрии, описание и оценка компьютерных игр, факты и события, на которых основаны игры, аналитика, другие познавательные материалы. Большое внимание уделялось руководствам по играм, описанию прохождений, советам по эффективной игре.
Журнал был ориентирован на людей в возрасте от 20 лет, но среди постоянных читателей журнала присутствовали и подростки 12 лет и старше. На страницах ЛКИ геймерский жаргон использовался крайне редко, в случаях, когда без него сложно или невозможно было выразить смысл. Этим журнал отличался от большинства других периодических изданий на игровую тематику.
Все рубрики журнала были разделены на линии — большие блоки рубрик, объединённых общим смыслом. Этих линий было семь: Передовая линия, Линия фронта, Линия горизонта, Сюжетная линия, Линия сборки, Косая линейка и Линия связи.
В журнале также публиковались художественные рассказы. Так, в 2004-2010 годах в журнале вышла серия рассказов Николая Ромашкина (под псевдонимом Призрак) «Бета-тестеры» о работе игрожурналистов в мире будущего Публиковались также рассказы Ольги Громыко и других авторов.
Журнал выходил в глянцевой обложке. Объём журнала в докризисный период достигал 256 страниц, в последние годы истории сократился до 176 страниц.

## Диск и видеожурнал ЛКИ
Тираж комплектовался DVD-диском: первоначально однослойным, затем двумя двуслойными DVD-дисками, а под конец — одним двухслойным. Объём DVD составлял около 8 гигабайт, что позволяло размещать на нём авторские видеоматериалы. На диске ЛКИ выходил видеожурнал — ежемесячная видеопрограмма, состоявшая из отборных эпизодов как игрового процесса, так и «живой» съемки. В видеожурнале можно было увидеть программу новостей игровой индустрии, интервью с разработчиками, посмотреть авторское видео непосредственно из игр.

## Система оценки игр
Для оценки игр в рецензиях использовался рейтинг игры, который измерялся в процентах. По данным агрегатора отзывов «Критиканство.ру», за всю свою историю ЛКИ опубликовал 736 рецензий со средним рейтингом 79 %. Рейтинг составлялся из пяти главных и двух второстепенных параметров.
Главные параметры:
- Увлекательность — интересно ли играть в игру?
- Графика — насколько красиво выглядит игра, впечатляют ли эффекты, естественна ли анимация?
- Звук — оценка качества музыки, звуковых эффектов и актёрской игры
- Игровой мир — оценка сюжета, сценария, стиля и общего обаяния мира.
- Удобство — удобен ли в игре интерфейс, поведение камеры, нет ли критических багов?

Второстепенные параметры:
- Новизна — привнесла ли игра в жанр что-то новое?
- Интерес повторной игры — присутствует ли реиграбельность?

Второстепенные параметры не имеют никакой шкалы, они либо присутствуют, либо нет.
Помимо рейтинга игры, существовали ещё четыре специальные награды: Корона, Орден, Медаль и тухлый помидор. Они давали общий вывод о качестве игры. Зависимости как таковой между рейтингом и наградой не было, но за исключением некоторых игр, все остальные сортировались по процентным группам. Награды служили оценкой игры как произведения искусства, тогда как рейтинг — оценкой игры как продукта. Поэтому порой игра могла получить низкий рейтинг и «Корону», либо наоборот — с рейтингом 90 % получить всего лишь «Медаль». Так же иногда данные значки использовались в оценке перспектив ещё не вышедшей игры: это называлось «рейтингом надежд».
Изначально оценка игре печаталась без шкалы рейтинга, однако позже это было изменено и они стали публиковаться совместно.

## Редакция
- Главный редактор: Андрей Ленский (2002—2010), Алексей Шуньков (2010), Денис Давыдов (2010—2011)
- Шеф-редактор: Алексей Шуньков (2010—2011)
- Заместитель главного редактора: Светлана Фаддеева.
- Редакторы: Александр Пушкарь, Анна Полянская, Сергей Зверев, Тимур Хорев, Нина Белявская, Дмитрий Тэлэри.
- Выпускающий редактор: Татьяна Швец.
- Редактор диска: Изабелла Шахова.
- Художественный директор: Роман Грыныха.
- Дизайнеры: Армаис Саркисов, Николай Никашин, Марина Грыныха, Денис Недыпич.
- Художники: Александр Ремизов, Мария Кустовская.
- Программирование диска: Дмитрий Михайлов.
- Программирование сайта: Нина Белявская.
- Корректоры: Елена Ольшанская, Анна Полянская.
- Почта: Татьяна Оболенская (Светлана Фаддеева) — до августа 2011 года. Начиная с сентябрьского номера 2011 года раздел «Почта» был убран.
- Директор по связям с общественностью: Татьяна Шацкая.

Видеолаборатория:
- Продюсер: Геннадий Сапрыкин
- Монтажер: Денис Лавров

## Авторы
Тимур Хорев, Призрак (Николай Ромашов), Алексей Шуньков, Сергей Зверев, Александр Домингес, Татьяна Оболенская (Светлана Фаддеева), Кристобаль Хунта, Кирилл Орешкин, Александр Яковенко, Ярослав Шалашов, Геннадий Сапрыкин, Алексей Крупник (White-Ra), Олег Казанцев, Геннадий Вальков, Денис Василёнок, Андрей Чаплюк, Марина Минченко, Денис Гундоров, Евгений Блинов, Дмитрий Тэлэри, Татьяна Швец, Александр Крелин, Андрей Егоров, Данила Новиков, Михаил Иванов, Роман Бобков, Николай Жогов, Алексей Петриленков, Евгений Лебеденко, Дмитрий Трубицин, Александр Стайкин, Александр Грейт, Александр Тараканов, Артем Кирюшин, Константин Закаблуковский, Феликс Морозовский, Илья Гинзбург, Евгений Колпаков, Антон Лысенко, Станислав Степанченко, Сергей Штепа, Артемий Козлов, Артём Бузила, Иван Василенко, Константин Чудинов.

## Сайт и форумы «ЛКИ»
Сайт lki.ru сосредоточил основную информацию о журнале. Здесь можно было узнать о дате выхода и содержании нового номера, заказать старые экземпляры, получить доступ к архиву статей. На сайте проводились опросы, позволявшие (теоретически) повлиять на дальнейшее развитие журнала. Сайт ЛКИ не был исключительно «зеркалом» журнала в Интернете. На сайте, помимо прочего, публиковались эксклюзивные материалы, например, новостная лента, посвящённая компьютерным играм, демоверсии, патчи, и тому подобное. Представленный в двух вариантах онлайн-магазин (с оплатой до получения товара и после) позволял приобрести через Интернет старые номера журналов «Лучшие компьютерные игры», «Игромания» и «Mobi». Сейчас эту же функцию выполняет общий для издательства онлайн-магазин Магазинжурналов.рф.
Сайт перестал регулярно обновляться с сентября 2011 года. После закрытия журнала сайт функционирует как архив журнальных статей, а с весны 2013 и как архив видеосюжетов «Игромании».
Постоянные поклонники журнала общались на форуме ЛКИ. Дочерние разделы форума были посвящены Клубу интеллектуальных компьютерных игр, вики-энциклопедии «Лучших компьютерных игр» (недоступная ссылка), Эрудит-квартету и гильдии Lorekeepers, действовавшей в мире World of Warcraft. В конце 2012 года форум подвергся массированной атаке спамеров, и, ввиду бездействия администрации, был ими поглощён. В 2013 году форум был закрыт на неопределённый срок.

## ЛКИ-Creator
В июне 2004 года на страницах ЛКИ стартовал новый проект ЛКИ-Creator. Группа журналистов во главе с главным редактором ЛКИ Андреем Ленским, выступавшим под псевдонимом Ричард Псмит, начала разработку бесплатного и общедоступного игрового движка с открытым исходным кодом на языке Delphi. Было опубликовано несколько листингов кода простейших игр и объяснены некоторые теоретические аспекты, такие, как выбор жанра будущей игры и искусственный интеллект. От номера к номеру движок совершенствовался, включая в себя улучшенную совместимость и новые возможности. На основе двумерной версии движка, названной впоследствии «ЛКИ-Creator 2D», авторами были созданы и предложены читателю три более или менее законченных игры:
- «Звёздный эскорт» — космическая аркада с видом сверху;
- Filler — головоломка, ремейк классической игры «Filler». Код прислан в редакцию читателем Oct Opus.
- «Война за обелиски» — пошаговая стратегия. Демонстрирует основные приёмы работы с плиточной картой.

«ЛКИ-Creator» основан на графическом интерфейсе DirectX версии 8.0, и, следовательно, все игры, скомпилированные с его помощью, требуют эту библиотеку. В ранних версиях «ЛКИ-Creator» имел проблемы с совместимостью и без правок в исходном коде мог был установлен только поверх Borland Delphi 5. Позднее появилась совместимость с более поздними версиями данной среды разработки.
Через несколько месяцев после старта проекта вышел «ЛКИ-Creator 3D», позволяющий создавать трехмерные приложения. В качестве примера использования в журнале были приведены фрагменты исходного кода программы «Дельфин», отрисововавшей на экране трехмерную модель дельфина, движущуюся за указателем мыши.
В последующие годы проект был заброшен. Вот некоторые причины:
- «ЛКИ-Creator» изначально уступал по своим возможностям ближайшим аналогам, таким, как DelphiX и GLScene
- Конфликт редакции с одним из ведущих программистов движка привел к длительной задержке в разработке и шагу назад
- Формат журнала не позволял публиковать исчерпывающие руководства по использованию пакета